# Чжуншань (антарктическая станция)
Чжуншань (кит. 中山) — вторая китайская научно-исследовательская станция в Антарктике. Открыта 26 февраля 1989 года. Названа в честь основателя Китайской Республики Сунь Ят-сена (Чжуншаня). Управляется Полярным научно-исследовательским институтом Китая. Находится в оазисе Ларсеманн на берегу залива Прюдс в Восточной Антарктиде. Находится недалеко от российской станции Прогресс.
Летом здесь работают около 60 учёных; зимой население станции составляет 25 человек. Станция является местом управления морских, гляциологических, геологических и метеорологических исследований.